# 伏屋城
伏屋城（ふせやじょう）は、岐阜県羽島郡岐南町伏屋3丁目にあった日本の城。別名一夜城、太閤城。

## 略歴
永禄年間（1558年から1569年）、美濃国攻略の為織田信長が羽柴秀吉に命じて築城された。城というより、美濃攻めのための最前線の砦である。
1584年の小牧・長久手の戦いでは、秀吉側の最北端の拠点として、伏屋市兵衛が入城した。
廃城時期は不明。昭和54年に岐南町指定史跡となった。

## 別名の由来
伏屋城は短期間での築城を行うため墨俣城と同じ手法がとられたという。即ち、川の上流から加工した木材を流し、それを陸揚げして組み立てるという方法である。わずか1週間足らずで完成したことから、「一夜城」の別名がある。もう一つ「太閤城」という別名があるが、秀吉が太閤になったことにちなんで後の世につけられたと考えられる。

## 現状
説明板の裏藪、藪の裏の畑の中に土塁が残る。
近くには、当時大きな池があった。この池の所有権を巡り、村同士の争いもあった。池も堀としての役割をしていたかもしれない。